# Lex Salpensana

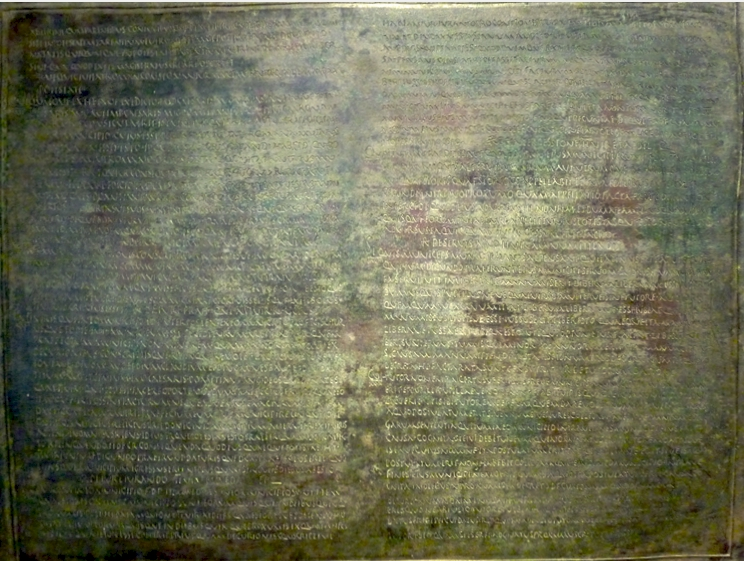
Lex Salpensana im Archäologischen Nationalmuseum Madrid.

Die Lex Salpensana ist eine Bronzetafel, die einen Teil des flavischen Stadtrechts der antiken hispanischen Stadt Salpensa, enthält, das zwischen 81 und 96 n. Chr. (wahrscheinlich 82 bis 84 n. Chr.) unter Kaiser Domitian verliehen worden ist. Salpensa lag im Gebiet der heutigen Gemeinde Utrera in der Provinz Sevilla. Der Text der Lex Salpensana enthält die Rubriken 21 bis 29 und gibt Einblick in die Organisation der Municipien in der hispanischen Provinz Baetica des Römischen Imperiums im 1. Jahrhundert n. Chr.
Ursprünglich umfasste das Stadtrecht von Salpensa mehrere Tafeln, die an einem öffentlich zugänglichen Platz auf Augenhöhe angebracht waren.
Vergleichbare archäologische Funde sind die Lex Malacitana und die Lex Irnitana, deren Text bis auf die Ortsnamen und einzelne Zahlen wörtlich mit den Rubriken der Lex Salpensana übereinstimmt. Es wird angenommen, dass die drei eine gemeinsame Vorlage haben: die Lex flavia municipalis oder auch Lex Lati.
Die Tafel wird im Archäologischen Nationalmuseum Madrid ausgestellt.

## Beschreibung
- Material: Bronze
- Breite: 93,5 cm
- Höhe: 75 cm

Der Text ist in zwei Spalten mit etwa 3,5 cm Abstand angeordnet. Die Buchstabenhöhe ist etwa 0,3 cm bis 0,5 cm; der Abstand der Zeilen beträgt etwa 0,7 cm.

## Entdeckung
Die Tafel der Lex Salpensana wurde Ende Oktober 1851 zusammen mit einer Tafel der Lex Malacitana von ihren Findern in Unwissenheit ihres wissenschaftlichen Werts in einer Metall-Werkstatt in Málaga abgegeben, um dort eingeschmolzen zu werden. Als Fundort wurde El Ejido angegeben, das heute ein Stadtteil von Málaga ist. Nicht mehr zu klären ist, warum beide Tafeln zusammen aufgefunden wurden: Salpensa lag etwa 130 km entfernt vom Auffindeort im Gebiet der heutigen Gemeinde Utrera. Die Werkstattinhaber sicherten die Tafeln durch Verkauf an den Honoratioren Jorge Loring y Oyarzábal, einen vermögenden Bürger Málagas (Eisenbahnmagnat und Bankgründer). Die Inhalte beider Tafeln wurden zuerst von dessen Schwager, Manuel Rodríguez de Berlanga, 1853 veröffentlicht. Als Standardausgabe gilt die 1855 veröffentlichte Ausgabe von Theodor Mommsen. Die Tafeln wurden zunächst im Privatmuseum Museo Loringiano in Málaga ausgestellt. Seit 1897 gehören die Tafeln der Lex Salpensana und der Lex Malacitana zum Bestand des Archäologischen Nationalmuseums Madrid; in Málaga werden noch Kopien ausgestellt.

## Datierung
Die Tafel nennt in den Rubriken 22 bis 26 kaiserliche Verfügungen und enthält Eidesformeln, die die Namen verstorbener Kaiser bis auf Titus aufzählen sowie als gegenwärtigen Kaiser Caesar Domitianus Augustus pater patriae nennen. Damit kann der Text auf die Regierungszeit Domitians 81 n. Chr. bis 96 n. Chr. sicher datiert werden. Weil der zusätzliche Titel Germanicus, den Domitian ab Mitte 83 n. Chr. beanspruchte und seit Frühjahr 84 n. Chr. stets führte, im Text nicht vorkommt, wird die Jahresmitte 82 n. Chr. bis Anfang 84 n. Chr. als Entstehungszeitraum angenommen.

## Inhalt

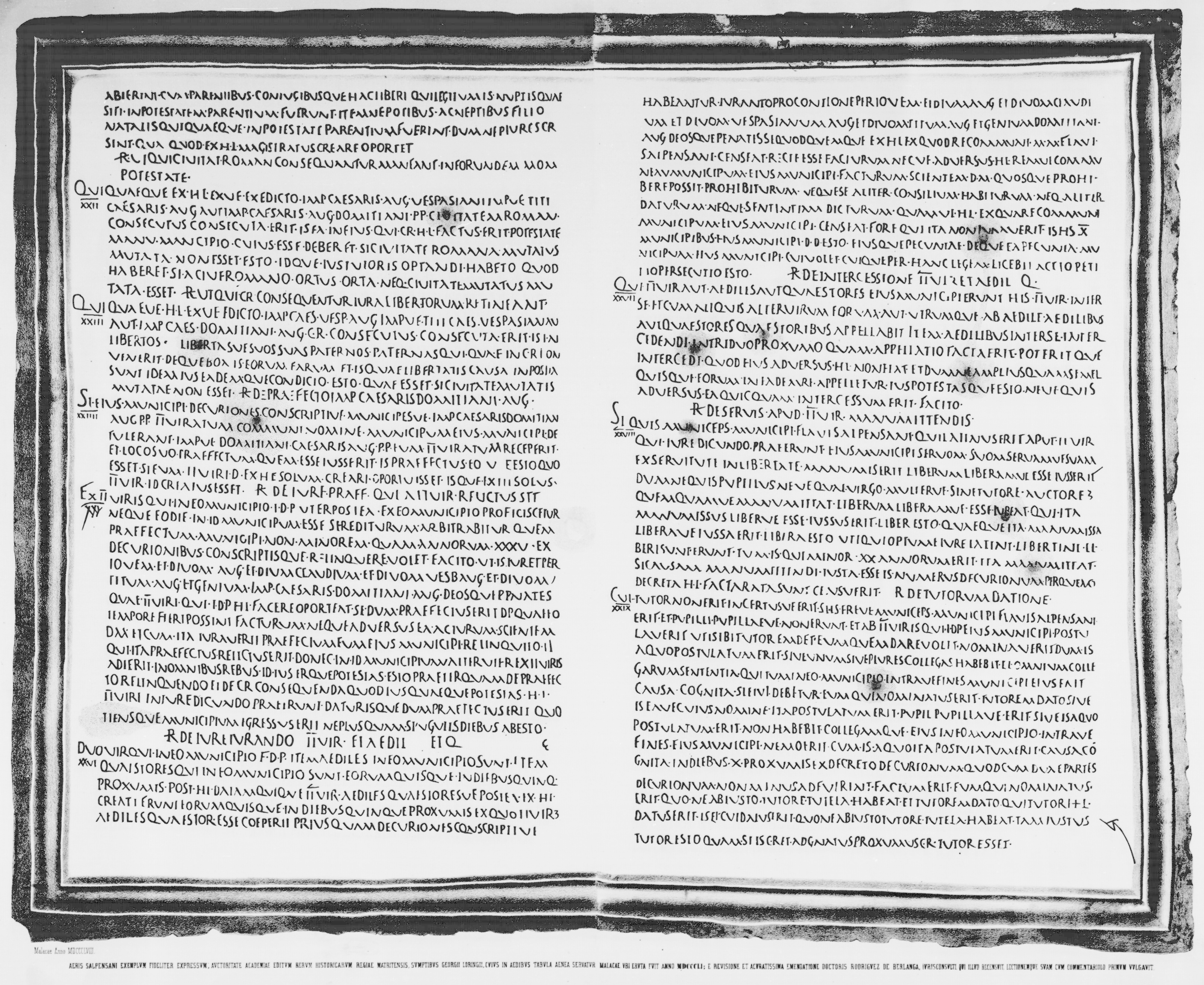
Lex Salpensana: Reproduktion von 1858

Der Text beginnt mit dem zweiten Teil der Rubrik 21, die den Amtsträgern der Gemeinde und deren Familie nach dem Ende der Amtszeit das römische Bürgerrecht gewährt. R. 21 Es folgen Einzelbestimmungen im Zusammenhang mit diesem Wechsel des Bürgerrechts. R. 22 u.23 Neben die Duoviri werden zwei Sonderformen gestellt: ein Präfekt des Kaisers, der (nach Beschluss der Dekurionen) statt der auf ein Jahr gewählten Amtsträger regiert, R. 24 sowie ein Präfekt, der von einem Duovir eingesetzt werden soll, wenn er die Gemeinde für mehr als einen Tag verlassen will. R. 25 Weiterhin wird der Eid vorgeschrieben, der von den Amtsträgern geleistet werden muss. R. 26 Die folgende Rubrik eröffnet ein Vetorecht der Duoviri, Ädile und Quästoren jeweils gegeneinander oder im Falle der Duoviri und Ädilen gegen die jeweils niedrigere Amtsebene. R. 27 Es folgen Aufgaben der Duoviri: Mitwirkung bei der Freilassung von Sklaven R. 28 und der Bestellung eines Vormunds R. 29.
| Verzeichnis der einzelnen Kapitel |                                                                                        | |
| Rubrik                            | Text                                                                                   | Übersetzung |
| 21                                | [R. Ut magistratus civitatem Romanam consequantur.]                                    | [Dass die Amtsträger das Römische Bürgerrecht erwerben] (Die Inschrift beginnt etwa in der Mitte dieser Rubrik)         |
| 22                                | R. Ut qui civitatem Romanam consequentur maneant in eorum dem manu mancupio potestate. | Dass die, die das Römische Bürgerrecht erwerben, ihre Rechtsverhältnisse bzgl. Manus, Mancipium und Hausgewalt behalten |
| 23                                | R. Ut qui civitatem Romanam consequentur iura libertorum retineant.                    | Dass die, die das Römische Bürgerrecht erwerben, ihre Rechtsverhältnisse gegenüber Freigelassenen behalten              |
| 24                                | R. De praefecto Imp(eratoris) Caesaris Domitiani Aug(usti).                            | Über den Präfekten des Kaisers Domitian                                                                                 |
| 25                                | R. De iure praefecti qui a IIviro relictus sit.                                        | Über die Rechte eines Präfekten, der von einem Duumvir eingesetzt wurde                                                 |
| 26                                | R. De iure iurando IIvirorum et aedilium et quaestorum.                                | Über den Eid der Duumvire, Ädile und Quästoren                                                                          |
| 27                                | R. De intercessione IIvirorum et aedilium et quaestorum.                               | Über Einsprüche der Duumvire, Ädile und Quästoren                                                                       |
| 28                                | R. De servis aput IIviros manumittendis.                                               | Über die Freilassung von Sklaven vor den Duumviren                                                                      |
| 29                                | R. De tutorum datione.                                                                 | Über die Bestellung eines Vormunds                                                                                      |

## Leseprobe
| (LA) 40 -R- DE IUREIURANDO IIVIR·ET AEDIL ET Q[uaestorum] 41 DUOVIRQUI·IN EO MUNICIPIO F·D·P·ITEM AEDILES IN EO MUNICIPIO SUNT·ITEM 42 QUAISTORES QUI IN EO MUNICIPIO SUNT·EORUM QUISQUE·IN DIEBUS QUINQ· 43 PROXUMIS·POST·H L·DATAMQUIQUE IIVIR·AEDILES QUAESTORESVE POSTEA·EX·H L· 44 CREATI ERUNT EORUM QUISQUE·IN DIEBUS QUINQUE PROXUMIS EX QUO IIVIR 3 45 AEDILES QUAESTOR·ESSE COEPERIT PRIUSQUAM DECURIONES CONSCRIPTIVE [-----] 1 HABEANTUR·IURANTO PRO CONTIONE PER IOVEM·ET DIUM AUG ET DIVOM CLAUDI- 2 UM ET DIVOM·VESPASIANUM AUG ET DIVOM·TITUM AUG ET GENIUM DOMITIANI 3 AUG DEOSQUE PENATES SE QUODQUMQUE EX H L EXQUOD RE COMMUNI M·M·FLAVI· 4 SALPENSANI·CENSEAT·RECTE ESSE FACTURUM, NECUE·ADVERSUS·H L·REMVE COMMU- 5 NEAU MUNICIPUM·EIUS MUNICIPI·FACTURUM·SCIENTEM D·M·QUOSQUE PROHI- 6 BERE POSSIT·PROHIBITURUM·NEQUE SE ALITER CONSILIUM·HABITURUM·NEQ ALITER 7 DATURUM·NEQUE·SENTENTIAM DICTURUM·QUAM U E·H L·EX QUA RE COMMUNI 8 MUNICIPUM·EIUS MUNICIPI·CENSEAT·FORE QUI ITA NON IURAVERIT·IS HS X [milia] 9 MUNICIPIBUS·EIUS MUNICIPI·D·D·ESTO·EIUSQUE PECUNIAE·DEQUE EA PECUNIA·MU- 10 NICIPUM·EIUS MUNICIPI·CUI VOLET·CUIQUE PER·HANC LEGEM·LICEBIT, ACTIO PETI- 11 TIO PERSECUTIO ESTO· | (DE) 40 Rubrik. Über den Eid der Duovire, Ädile und Quästoren 41 Die Gerichtsvorsitzenden Duovire, Ädile in dieser Gemeinde ebenso 42 Quästoren, die in der Gemeinde (tätig) sind: Jeder davon soll innerhalb von fünf Tagen 43 nach Inkrafttreten d.G. * schwören, ebenso Duovire, Ädile und Quästoren, die dann nach d.G. * 44 berufen werden, jeder soll ebenso innerhalb von fünf Tagen nachdem er Duovir, 45 Ädil, Quästor geworden ist bevor die Dekurionen (Spaltenwechsel) 1 sich treffen bei Jupiter, dem göttlichen Augustus, dem göttlichen Claudi- 2 us, dem göttlichen Vespasian Augustus, dem göttlichen Titus Augustus und dem Genius Domitian 3 Augustus’ und bei den Penaten schwören, dass er tun wird, was er nach d.G. * für das Gemeinwohl * 4 Salpensas richtig zu sein glaubt und dass er nicht gegen d.G. * oder das Gemeinwohl 5 der Bürger dieser Gemeinde handeln wird in böser Absicht sowie das, wenn es ver- 6 hindert werden kann, verhindert außerdem weder einen Beschluss herbeiführen oder 7 anordnen noch eine Meinung vertreten wird, wenn er dies gegen d.G. * oder das Gemeinwohl 8 der Bürger dieser Gemeinde gerichtet zu sein glaubt. Wer das nicht schwört, soll 10000 Sesterzen 9 an die Bürger der Gemeinde zahlen. Das Geld für die Gemeinde einzufordern hat 10 jeder Bürger, der dies wünscht und dem es nach d.G. * erlaubt ist, das Recht 11 auf Forderung und Vollstreckung. |
| (Originaltext Lex Salpensana, Rubrik 26, FREIE Übersetzung) | * dieses Gesetz, diesen Gesetzes, diesem Gesetz * wörtlich eigentlich: Gemeinwohl der Bürger der flavischen Gemeinde Salpensa |

## Bestand im Archäologischen Nationalmuseum Madrid
Inv.-Nr. 18632 (einzige erhaltene Tafel)